# Mu Kanazaki
Mu Kanazaki (japonsko 金崎 夢生), japonski nogometaš, * 16. februar 1989.
Za japonsko reprezentanco je odigral 11 uradnih tekem.